# Purchasing Managers Index

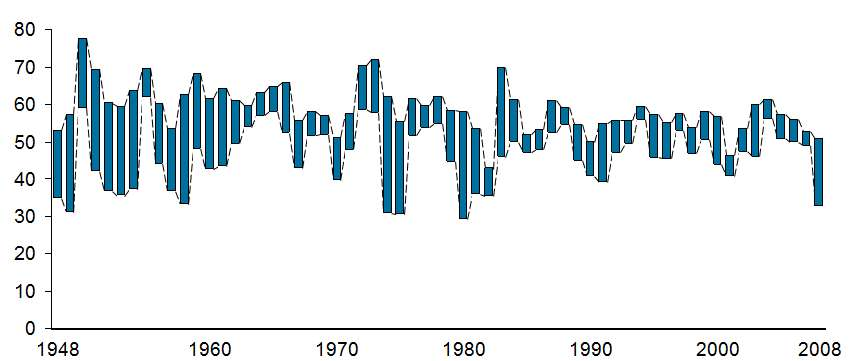
PMI dels Estats Units (període 1948-2008)

Purchasing Managers' Index, acrònim PMI (en català: Índex de Gestors de Compres) és un indicador macroeconòmic elaborat per l'empresa NTC Economics (comprada l'abril del 2008 per Markit Group) que intenta reflectir la situació econòmica d'un país basant-se en les respostes a una enquesta mensual feta pels gestors de compres de les empreses representatives d'aquell país. Les enquestes no són d'opinió o expectatives, sinó que representen dades reals sense arribar a preguntar per les xifres concrets. On es considera que si l'índex resultant està per sobre de 50 indica expansió, per dessota de 50 contracció, i inferior a 42 anticipa una recessió. La importància del PMI radica en el fet que és un immillorable indicador de la situació i direcció d'una economia, així com per ser el primer que es publica cada mes en contrast amb els publicats pels organismes governamentals. En són un exemple l'ISM nord-americà, l'IFO alemany, el Tankan japonès, o el PMI Espanya.
L'índex PMI està basat en les respostes als qüestionaris que es remeten mensualment a dos panells de professionals de compres i executius d'empresa del sector manufacturer i serveis respectivament. Les preguntes que es formulen estan relacionades amb variables clau tals com la producció, noves comandes, preus i ocupació. Les preguntes es responen amb major, menor o igual, per exemple «La producció de la seva empresa és major, menor o igual que el mes anterior?». L'índex PMI és un índex compost que es calcula a partir de la ponderació de cinc índexs ajustats estacionalment (agost i Nadal):
1. Noves comandes (30%)
2. Producció (25%)
3. Ocupació (20%)
4. Termini d'entrega de proveïdors (15%)
5. Stock de compres (10%)

La participació en la confecció del PMI dona a les empreses col·laboradores el privilegi d'accedir gratuïtament als resultat de tots els estudis publicats per Markit Group.
En el cas dels Estats Units Markit l'elabora en col·laboració amb l'Institute for Supply Management, d'on pren el nom d'Índex ISM. L'índex PMI nord-americà (Índex ISM) s'elabora basant-se en l'enquesta duta a terme sobre els gestors de compres i es publica el primer dia de negocis de cada mes pel sector manufacturer, el segons dia pel sector de la construcció, i el tercer pel sector serveis. L'índex sobre el sector manufacturer tracta d'anticipar l'evolució futura de l'economia nord-americana basant-se en l'enquesta que realitzen sobre els gestors de compres.
En el cas del regne d'Espanya, per a la confecció de l'índex PMI Espanya (Índice de Gestión de Compras) Markit Economics compta amb la col·laboració de l'Asociación Española de Profesionales de Compras, Contratación y Aprovisionamientos (AERCE). El PMI Espanya s'inicià el 1998 per a la indústria manufacturera, i el 1999 pel sector serveis.